# Barada Damasco
El Barada SC es un equipo de fútbol de Siria que juega en la Tercera Liga Siria, la tercera categoría de fútbol en el país.

## Historia
Fue fundado en el año 1926 en la capital Damasco y uno de los equipos fundadores de la Liga Premier de Siria en la temporada 1966/67, temporada en la que terminó en tercer lugar.
Fue el campeón de dos temporadas de la máxima categoría de manera consecutiva hasta que la liga tuvo un paro de dos años. Después de que fuera reanudada la liga, el club ya no era tan competitivo y descendió a finales de la década de los años 1970s y no ha regresado a la máxima categoría desde entonces.

## Palmarés
- Liga Premier de Siria: 2

1968/69, 1969/70